# Eulecanium
Eulecanium är ett släkte av insekter som beskrevs av Cockerell 1893. Eulecanium ingår i familjen skålsköldlöss.

## Bildgalleri

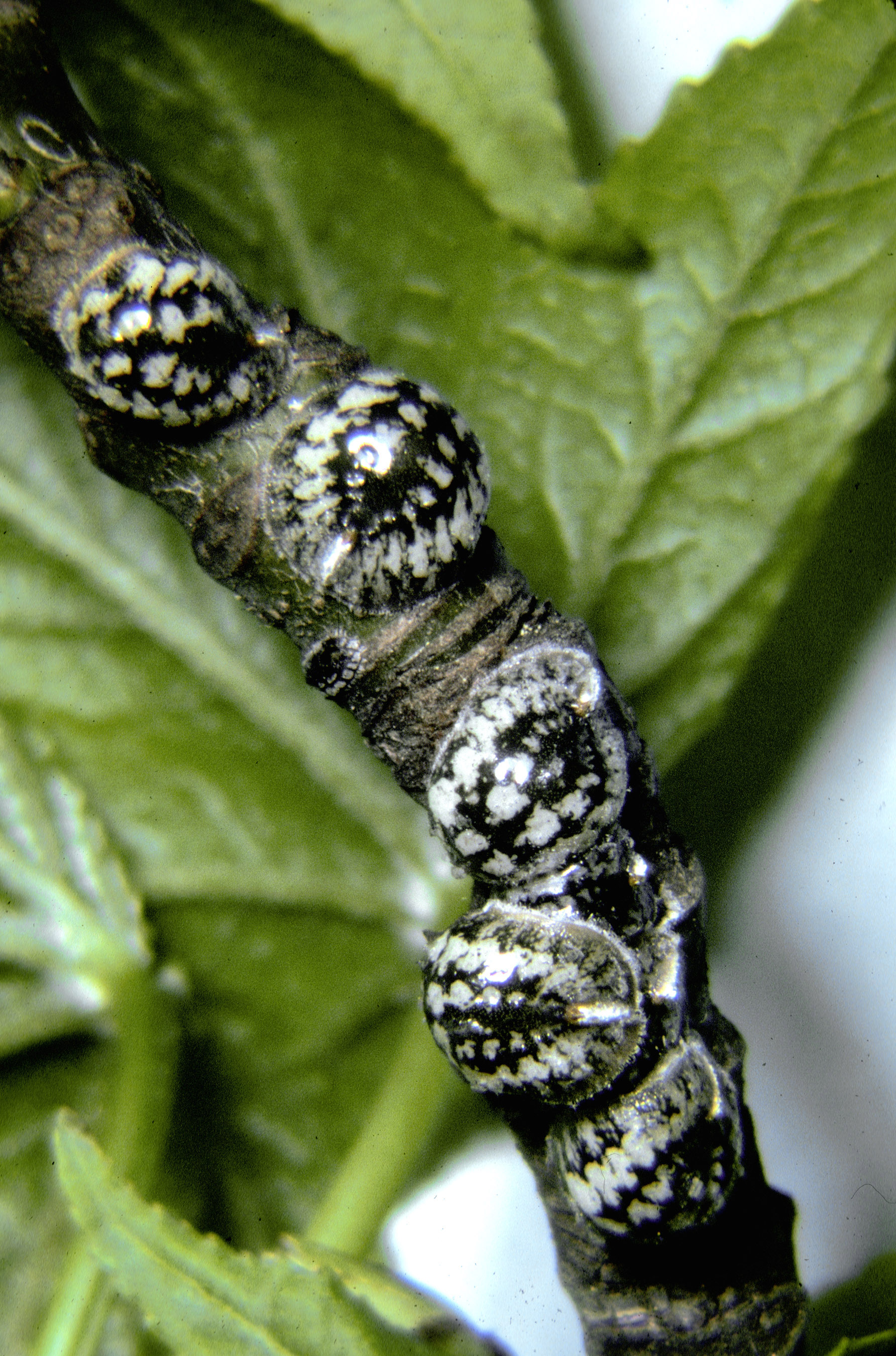
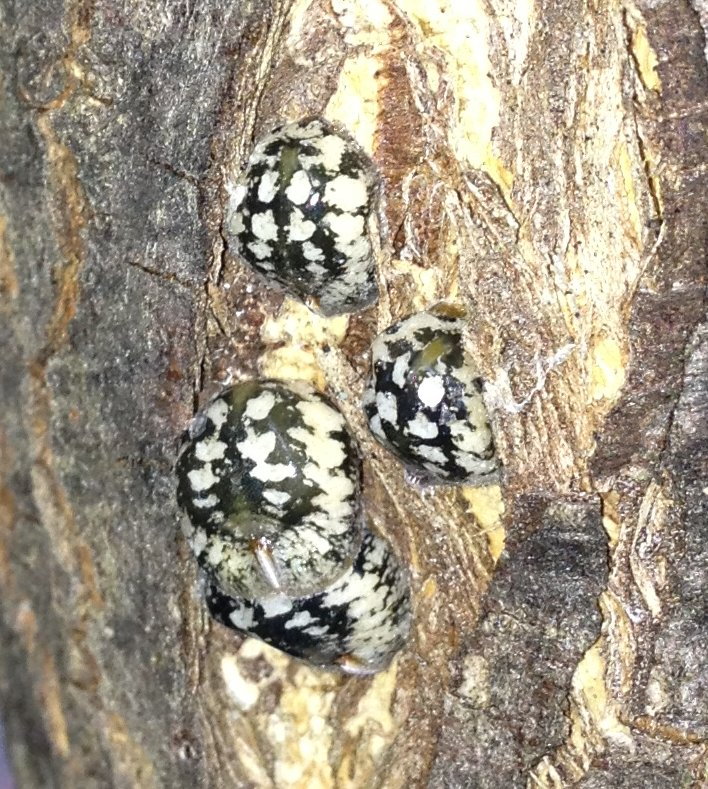

## Dottertaxa tillEulecanium, i alfabetisk ordning[1][2]
- Eulecanium albodermis
- Eulecanium alnicola
- Eulecanium caraganae
- Eulecanium caryae
- Eulecanium cerasorum
- Eulecanium ciliatum
- Eulecanium circumfluum
- Eulecanium cordoi
- Eulecanium distinguendum
- Eulecanium douglasi
- Eulecanium elegans
- Eulecanium emerici
- Eulecanium eugeniae
- Eulecanium excrescens
- Eulecanium ficiphilum
- Eulecanium fradei
- Eulecanium franconicum
- Eulecanium giganteum
- Eulecanium hirsutum
- Eulecanium hissaricum
- Eulecanium juniperi
- Eulecanium kostylevi
- Eulecanium kunmingi
- Eulecanium kunoense
- Eulecanium kuwanai
- Eulecanium lespedezae
- Eulecanium lymani
- Eulecanium melzeri
- Eulecanium nigrivitta
- Eulecanium nocivum
- Eulecanium pallidior
- Eulecanium patersoniae
- Eulecanium paucispinosum
- Eulecanium perinflatum
- Eulecanium pistaciae
- Eulecanium pseudotessellatum
- Eulecanium pubescens
- Eulecanium rugulosum
- Eulecanium sachalinense
- Eulecanium sansho
- Eulecanium secretum
- Eulecanium sericeum
- Eulecanium sibiricum
- Eulecanium subaustrale
- Eulecanium takachihoi
- Eulecanium tiliae
- Eulecanium transcaucasicum
- Eulecanium transvittatum
- Eulecanium ulmicola
- Eulecanium zygophylli